# Gretha Smit
Grietje "Gretha" Smit, née le 20 janvier 1976 à Rouveen est une ancienne patineuse de vitesse néerlandaise.

## Biographie
Au début de sa carrière, Gretha Smit se consacre entièrement au patinage de marathon, discipline dans laquelle elle gagne huit titres nationaux. En 2002, elle participe à ses premiers Jeux olympiques à Salt Lake City, où elle est médaillée d'argent au 5 000 m en battant le record des Pays-Bas. Lors des Championnats du monde 2003 et 2004, elle empoche quatre médailles dont deux en argent et deux de bronze sur 3 000 m et 5 000 m. Elle met à terme à sa carrière en 2009, ayant échoué à se qualifier pour diverses échéances internationales à cause de blessures aux jambes.

## Palmarès

### Jeux olympiques
- Salt Lake City 2002 :  Médaille d'argent au 5 000 m et 11e au 3 000 m
- Turin 2006 : 6e à la poursuite par équipes

### Autres
- Championnats du monde simple distance
  -  Médaille d'argent au 3 000 m à Séoul en 2004.
  -  Médaille d'argent au 5 000 m à Séoul en 2004.
  -  Médaille de bronze au 3 000 m à Berlin en 2003.
  -  Médaille de bronze au 5 000 m à Berlin en 2003.

- Coupe du monde
  - 8 podiums individuels dont 1 victoire.

## Records personnels
| Épreuve | Temps         | Date |
| ------- | ------------- | ---- |
| 500 m   | 42 s 18       | 2004 |
| 1 000 m | 1 min 07 s 18 | 2002 |
| 1 500 m | 1 min 48 s 53 | 2004 |
| 3 000 m | 4 min 03 s 80 | 2007 |
| 5 000 m | 6 min 49 s 22 | 2002 |